# Убийство Егора Свиридова
Убийство Его́ра Свири́дова — убийство 28-летнего москвича Егора Николаевича Свиридова (23 ноября 1982, Москва — 6 декабря 2010, Москва), вызвавшее большой общественный резонанс, в частности, массовые акции протеста в 12 городах России. Убийство было совершено 6 декабря 2010 года в Москве, в районе Кронштадтского бульвара. По подозрению в убийстве задержан уроженец Кабардино-Балкарии Аслан Черкесов, стрелявший в Егора и его друзей из травматического пистолета Streamer 1014.

## История
Убийству предшествовала драка, в которой участвовало с одной стороны пять, включая Егора и девушку, а с другой стороны 6 человек (по сообщению news.mail.ru со ссылкой на «Интерфакс» — все они выходцы с Северного Кавказа), включая Аслана Черкесова. Существует также другая версия события, согласно которой в драке принимал участие лишь Егор с другом Дмитрием Филатовым, который был госпитализирован, и Аслан с 5-ю друзьями.
По словам друзей Свиридова, драка началась с того, что молодым людям кавказской внешности не понравилось поведение громко смеявшейся компании Свиридова. Согласно показаниям, молодые люди с Кавказа очевидно решили, что смеялись над ними. В результате чего произошёл конфликт и численно превосходящие парни с Кавказа избили молодых людей из Москвы. Согласно свидетельским показаниям, один из участников драки, в котором позже был опознан Аслан Черкесов, выстрелил 12 раз из травматического пистолета. Одна из 4 пуль попала в голову Егора. Более того, последние выстрелы он направил в уже лежащих оппонентов. После поверженные молодые люди были ограблены, однако Алексей Захаров, заместитель прокурора Москвы, опроверг информацию об ограблении.
Адвокат Черкесова рассказал другую версию. После посещения кавказцами кафе началась драка. Группа Егора, бывшая физически сильнее, начала избивать кавказцев. Аслан присоединился к драке позже. Когда на него начали наступать двое, он достал травматический пистолет и сделал несколько выстрелов в воздух. Его схватили, но он сумел увернуться и выстрелить через левую подмышку, а затем по схватившему его молодому человеку. Тот отпустил Черкесова. После этого кавказцы ушли с места драки.
От очевидцев происходящего в половине первого ночи через оператора пульта дежурного по городу 02 сигнал о драке на остановке общественного транспорта возле дома 37 по Кронштадтскому бульвару поступил в дежурную часть ОВД «Головинский».
Через 7 минут к месту происшествия прибыла группа немедленного реагирования ОВД. Милиционеры нашли пятерых пострадавших, получивших в результате побоев и применения травматического оружия ранения различной степени тяжести. Ими оказались жители Москвы: Дмитрий Филатов, Сергей Гаспарян, Дмитрий Корнаков, Денис Петроченко и Егор Свиридов. Последний к моменту прибытия милиции был мёртв. Остальные госпитализированы.
Через 15 минут, недалеко от места происшествия, на улице Смольная наряд милиции задержал и доставил в ОВД «Головинский» шестерых молодых людей: Аслана Черкесова, Хасана Ибрагимова, несовершеннолетнего Наримана Исмаилова, Артура Арсибиева, Акая Акаева и Рамазана Утарбиева. На одежде задержанных были следы крови, у Черкесова изъяли травматический пистолет «Streamer 1014».
Также в ОВД «Головинский» были доставлены пятеро свидетелей, которые опознали в задержанных кавказцах участников драки.
Следователем следственного отдела по району Головинский Московского управления СКП РФ Храмовым было возбуждено уголовное дело. Всех задержанных около семи утра перевезли в здание следственного отдела на Ленинградском проспекте. Следователь квалифицировал действия Аслана Черкесова по части 1 статьи 105 УК РФ («Убийство»), задержав его в порядке статьи 91 УПК на 48 часов для сбора дополнительных доказательств и обращения в суд с просьбой об избрании меры пресечения. Остальных задержанных он, после приезда крупной группы представителей кавказских диаспор, освободил около пяти часов вечера 6 декабря, взяв с них обязательство о явке и предложив расследовать их дело милиции. По мнению Алексея Захарова, участников драки, непосредственно не связанных с убийством, «невозможно было сразу задерживать, там же были непонятны обстоятельства драки, кто эту драку начал».
Кавказцы утверждали, что они лишь оборонялись от агрессивных фанатов. Сам Черкесов сказал: «Начали нападать люди, мне неизвестные, со спины. Меня избивали 2-3 человека. Оружие применил в целях самообороны». Как заявил Владимир Путин, Черкесов был дважды судим, но впоследствии выяснилось, что эта информация не соответствует действительности — в 2008 году Черкесов был признан виновным в совершении преступления, предусмотренного статьей 158 УК РФ («Кража»), и приговорен к штрафу в размере 15 тысяч рублей. В 2010 году Черкесов был фигурантом ещё одного уголовного дела. Его подозревали в умышленном причинении вреда здоровью средней тяжести, но дело было закрыто в связи с примирением сторон и возмещением причинённого вреда. Аслан Черкесов намеревался подать исковое заявление в суд на премьер-министра России Владимира Путина за распространение в средствах массовой информации сведений, порочащих честь и достоинство. Однако в ходе судебного заседания обвинение сообщило, что Черкесов был дважды судим за кражи и два раза за избиение — девочки-подростка и таксиста, а также не имел права носить травматическое оружие. Впервые он был обвинён в 2002 году за вскрытие автомобиля «Нива» ножом, за что ему пришлось выплатить штраф. Год спустя он был осуждён за «хулиганство, сопровождающееся применением насилия» (избил ногами 14-летнюю школьницу), но по примирению сторон дело прекратили. В 2007 году Аслан в группе угнал «Жигули», но, как и до этого, стороны пришли к мирному решению вопроса. На следующий год он, будучи пьяным, избил таксиста, сломав ему нос; дело прекращено по примирению сторон.
По словам полковника милиции Виктора Бирюкова: "В результате ранения в область живота один из пострадавших скончался на месте, а другой нарядом «скорой» помощи направлен в медицинское учреждение с диагнозом «проникающее огнестрельное ранение передней брюшной стенки».
8 декабря — по постановлению суда был арестован Аслан Черкесов, утверждавший, что остальные пятеро его друзей к убийству никакого отношения не имели.
11 декабря — в ходе акции протеста на Манежной площади, глава ГУВД Москвы Владимир Колокольцев пообещал митингующим довести расследование убийства до конца.
12 декабря — арестованы участники драки Хасан Ибрагимов и Нариман Исмаилов.
13 декабря — арестован четвёртый участник драки — Артур Арсибиев.
21 декабря — председатель правительства России Владимир Путин и министр спорта и молодёжной политики Виталий Мутко пообщались с фанатами по поводу убийства Егора, а затем посетили его могилу.
13 января 2011 года — арестован пятый участник драки — Акай Акаев.
15 января — Следственный комитет России установил, что «уроженцы северо-кавказских республик умышленно спровоцировали драку, в ходе которой подвергли избиению пятерых москвичей. Нападавшие нанесли потерпевшим многочисленные побои, а один из нападавших, как установило следствие, нанес удар бутылкой по голове одному из потерпевших». Им было предъявлено обвинение по части 2 статьи 213 и частью 2 статьи 116 Уголовного кодекса Российской Федерации (хулиганство, совершенное по предварительному сговору группой лиц с применением оружия, и нанесение побоев из хулиганских побуждений).
В феврале 2011 года в Интернете появилась видеозапись, на которой шестой участник драки — находящийся в розыске Рамазан Утарбиев — излагает свою версию произошедшего, согласно которой зачинщиками драки являлись футбольные фанаты.
В ночь на 7 марта 2011 г. Рамазан Утарбиев был задержан в Махачкале сотрудниками уголовного розыска ГУВД г. Москвы.
В июне 2011 года предварительное следствие по уголовному делу было окончено. Уголовное дело в отношении Черкесова и других было направлено в Московский городской суд для рассмотрения по существу. По ходатайству Аслана Черкесова уголовное дело будет рассматриваться судом с участием присяжных заседателей. Также суд удовлетворил ходатайство прокурора и оставил обвиняемых под стражей, продлив им срок ареста ещё на 6 месяцев, то есть до 22 декабря 2011 года.
3 августа 2011 года в Московском городском суде под председательством судьи Андрея Расновского состоялось открытое судебное заседание с участием коллегии присяжных заседателей, в состав которой вошли 12 основных и 8 запасных присяжных. Слушание уголовного дела по существу было назначено на 5 августа 2011 года.
5 августа 2011 года присяжные выслушали обвинения, предъявленные подсудимым органами уголовного преследования, и позицию стороны защиты по их содержательности. Адвокаты Акая Акаева, Артура Арсибиева, Рамазана Утарбиева и Хасана Ибрагимова, обвиняемых в хулиганстве и причинении легкого вреда здоровью, сообщили присяжным, что их подзащитные не признают свою вину. В целом, позиция адвокатов сводилась к тому, что обвиняемые сами были втянуты в драку на Кронштадтском бульваре, которую начали пятеро молодых людей, среди которых был Егор Свиридов. Между тем, адвокат шестого подсудимого — Наримана Исмаилова — заявил, что тот «на данный момент пока не определился с позицией». Кроме того, в рамках этого заседания суд отклонил ходатайства подсудимого Черкесова об отводе прокурору и роспуске коллегии присяжных.
15 августа 2011 года в рамках второго судебного заседания по существу начался допрос свидетелей, в частности свои показания дала вдова Егора Свиридова Яна Фалалеева. Кроме неё, были допрошены и ранее заявленные стороной гособвинения в качестве свидетелей потерпевшие по этому делу Дмитрий Петроченков и Дмитрий Корнаков.
18 августа 2011 года коллегия присяжных и судья выслушали свидетелей, пострадавшего и полицейских, которые задерживали участников драки. Наибольшую часть заседания посвятили допросу свидетеля Сергея Гаспаряна. Именно в него главный фигурант дела Аслан Черкесов выстрелил шесть раз. Две пули попали в плечо, по одной — в руку, шею, бедро и икру. Гаспарян заявил, что драку завязали подсудимые, зачинщиком был Нариман Исмаилов, Черкесов же стрелял в Гаспаряна практически в упор до тех пор, пока не закончились патроны в травматическом пистолете.
22 августа 2011 года был допрошен потерпевший Дмитрий Филатов. На вопрос судьи, как он относится к людям других национальностей, Филатов ответил, что никогда не страдал национализмом и не состоял ни в каком фанатском объединении. Следствие установило, что причиной ссоры стала словесная перепалка, в результате обвиняемые напали на потерпевших, используя в качестве оружия стеклянную бутылку, и избили их. При этом Черкесов из имеющегося у него травматического пистолета «Streamer 2014» произвел по два выстрела в двух членов группы. Они получили легкие травмы. После этого Черкесов, по данным Генпрокуратуры РФ, «принял решение об убийстве потерпевших». По мнению следователей Черкесов не только умышленно стрелял в Егора Свиридова, произведя не менее двух выстрелов ему в голову и в живот, но и добил его выстрелом практически в упор, повлекшим летальный исход. Следователи также считают, что он намеревался убить и другого потерпевшего — Сергея Гаспаряна, но в пистолете закончились патроны, в связи с чем, по словам представителей прокуратуры, обвиняемый Черкесов забрал сумку одного из потерпевших, чтобы «компенсировать» расход боеприпасов. В итоге Черкесову были предъявлены обвинения в убийстве, покушении на убийство, хулиганстве, умышленном причинении легкого вреда здоровью и грабеже. Остальным подсудимым вменялось хулиганство и умышленное причинение легкого вреда здоровью.
20 октября 2011 года, проведя в совещательной комнате более 5-ти часов, коллегия присяжных заседателей признала Аслана Черкесова виновным в убийстве Егора Свиридова, а также в грабеже и покушении на убийство Сергея Гаспаряна, хулиганстве и нанесении лёгких телесных повреждений. Остальные обвиняемые были признаны виновными в хулиганстве и причинении легкого вреда здоровью.
28 октября 2011 года суд приговорил непосредственного убийцу Егора Свиридова — Аслана Черкесова — к 20 годам колонии строгого режима. Назначая наказание, судья учёл такие смягчающие обстоятельства как положительные характеристики и наличие у Черкесова малолетнего ребёнка 2011 года рождения. Отягчающих обстоятельств, как указано в приговоре, у подсудимых не было. Остальные пять подсудимых (Хасан Ибрагимов, Нариман Исмаилов, Артур Арсибиев, Акай Акаев и Рамазан Утарбиев) получили по пять лет лишения свободы в колонии общего режима. Во время оглашения приговора судья подчеркнул, что осуждённые заранее спланировали драку за день до трагических событий. Друзья Свиридова же просто попались под руку.
Черкесов был отправлен в Красноярский СИЗО № 1. Его мать Соня Черкесова утверждала, что в марте 2012 года его избили сокамерники, так как нанятый 20 марта адвокат Черкесова Игорь Кузнецов во время их первой встречи увидел на его подзащитном следы побоев, и что Следственный комитет Красноярского края не позволил Кузнецову зафиксировать побои. Мать и сестра Черкесова подали жалобу в Генеральную прокуратуру и Следственный комитет, но Глава управления Федеральной службы исполнения наказаний опроверг все заявления об избиении. 28 марта 2012 года было объявлено, что Черкесова поместили на обследование в туберкулезную больницу для дальнейшего перевода в 17-ю колонию.
Аслан Черкесов, отбывающий 20 летний срок лишения свободы, пережил инсульт и попал в реанимацию с параличом половины тела[когда?].

## Подсудимые
| Фамилия, ИО      | Дата ареста     | Статья обвинения                      | Приговор суда от 28.10.11г. |
| ---------------- | --------------- | ------------------------------------- | --- |
| Аслан Черкесов   | 8 декабря 2010  | часть 1 статьи 105 УК РФ («Убийство») | Наказание по ч.2 ст 213 УК РФ («Хулиганство») в виде лишения свободы на срок 4 года 6 месяцев, а также по п."и" ч.2 ст 105 УК РФ («Убийство из хулиганских побуждений») в виде лишения свободы на срок 16 лет, с ограничением свободы после отбытия наказания на срок 1 год и 6 месяцев. Путём сложения приговоров было назначено наказание в виде лишения свободы на общий срок 20 лет и 6 месяцев (при этом срок заключения следует исчислять с 6 декабря 2010), и ограничение свободы после отбытия данного наказания сроком на 1 год и 6 месяцев. |
| Хасан Ибрагимов  | 12 декабря 2010 |                                       | Пять лет лишения свободы в колонии общего режима. |
| Нариман Исмаилов | 12 декабря 2010 |                                       | Пять лет лишения свободы в колонии общего режима. |
| Артур Арсибиев   | 13 декабря 2010 |                                       | Пять лет лишения свободы в колонии общего режима. |
| Акай Акаев       | 13 января 2011  |                                       | Пять лет лишения свободы в колонии общего режима. |
| Рамазан Утарбиев | 7 марта 2011    |                                       | Пять лет лишения свободы в колонии общего режима. |

## Акции памяти
Практически сразу после произошедшего «Фратрия», сообщество болельщиков «Спартака», на своём официальном сайте опубликовала своё видение произошедшего:
Этой ночью был убит наш брат — Егор «Седой» Свиридов, 28 лет. Восемь кавказских бандитов расстреляли пять парней. Двое из них оказались фанатами, нашими парнями — Егор умер почти сразу.
Они стояли на Кронштадтском бульваре в ожидании такси, собирались уехать домой. Мимо проходила группа из восьми кавказцев — слово за слово, началась драка, со стороны выходцев с гор сразу показались стволы. Итог — из одного нашего достали четыре пули, он выжил, Егор убит…

Он собирался сегодня улететь в Словакию на матч с «Жилиной», а улетел на небеса. Покойся с миром, БРАТ…
Кроме того, в помощь семье болельщика был также организован сбор средств.
7 декабря состоялась массовая акция протеста (около 2000 человек) около Головинской межрайонной прокуратуры, недалеко от которой убили Свиридова. Позже акция переместилась на Ленинградский проспект, который фанаты перекрыли по обоим направлениям. Фанаты двигались с лозунгами: «Россия для русских! Москва для москвичей!».
8 декабря из-за акции фанатов, посвящённой памяти Егора, на 20 минут был остановлен матч Лиги чемпионов «Жилина» — «Спартак» (Москва).
10 декабря на Люблинском кладбище, при большом участии болельщиков различных клубов, состоялись похороны Свиридова. Церемония отпевания прошла в храме Андрея Первозванного. Мать Егора сказала: «Когда все произошло, я думала, что останусь одна с Катей и Яной (родной сестрой и женой Егора). А вас — вон сколько! Спасибо вам за то, что не забыли Егора. Он был настоящим мужчиной, настоящим русским мужиком. Всегда мне помогал, мог примчаться по первому звонку. Даже из Ямайки приехал, где они отдыхали с Яной, когда у нас бабушка умирала. Она тем не менее дождалась его приезда и в итоге умерла уже у него на руках… Я хочу, чтобы вы все, его друзья, помнили Егора. И не дай Бог вашим матерям хоронить своих сыновей…»
11 декабря состоялась большая акция протеста сначала на Кронштадтском бульваре, где было около 10 000 человек. Акция прошла тихо и без эксцессов.
В тот же день прошёл митинг на Манежной площади (около 6000 человек). Первоначально митинг проходил мирно, собравшиеся поддержать Егора использовали только кричалки: «Русские, вперёд!», «За убийство ответят ваши дети», «Москва не Кавказ», а также требовали отмены статьи 282 уголовного кодекса России. Акция переросла в беспорядки после того, как «восемь-десять футбольных болельщиков напали на группу людей неславянской внешности и жестоко избили их». Затем начались стычки с подтянутым для обеспечения безопасности ОМОНом. С обеих сторон имелись пострадавшие — 29 человек со стороны митингующих и 5 со стороны омоновцев, также был избит оператор «РИА Новости» Рустам Бузанов. Было задержано 65 человек. В тот же день движение фанатов «Спартака» «Фратрия» объявило, что данная акция не имеет никакого отношения к футбольным болельщикам:
Как и ожидалось, политические силы, которые заманили в том числе и футбольных болельщиков на Манежную площадь, устроили беспорядки. «Фратрия» никакого отношения к этому не имела и всех призывала не следовать на Манежку и не вестись на провокации.
Все мероприятия с участием «Фратрии» — на Кронштадтском бульваре, на похоронах Егора — прошли без эксцессов. Везде, где были именно футбольные болельщики, происшествий не было.

На Манежной площади собралась толпа народу, но никаких организованных объединений болельщиков ни «Спартака», ни ЦСКА, ни «Динамо», «Локомотива», «Торпедо» или других клубов не было. Никто из нас не призывал идти на Манежку
В тот же день прошла акция памяти в Санкт-Петербурге, где также произошла драка с ОМОНом. Кроме этого, мирные акции в память о Свиридове прошли в Сыктывкаре, Курске, Воронеже, Калининграде, Самаре, Пскове, Ярославле, Краснодаре, Новосибирске, Калуге, Рязани, Саранске, Тольятти, Пензе и Ростове-на-Дону. Акция в Ростове собрала около 2000 человек, выкрикивавших лозунги «Ростов-русский город», «Ростов для ростовчан». Акция солидарности с выступлениями на Манежной состоялась и в Белоруссии в городе Могилёве, где правые фанаты и просто сочувствующие произошедшему в количестве около 100 человек прошли шествием по центральной части города под возгласы «Русские, вперёд!», «Вперёд Москва, мы с тобой!», «Россия для русских, Москва для москвичей!», «Один за всех и все за одного!»
По словам начальника ГУВД Москвы Владимира Колокольцева «зачинщики беспорядков в большинстве своем не имеют никакого отношения к спортивным коллективам, а использовали трагический повод в своих националистических игрищах».
Однако вскоре на одной из опубликованной в интернете видеозаписей с событий 11 декабря было показано, как начальник управления информации и общественных связей ГУВД Москвы полковник милиции Виктор Бирюков зайдя в гущу протестующих, здоровается там за руку с неизвестным мужчиной средних лет и говорит ему что-то на ухо, на что собеседник Бирюкова утвердительно трясёт головой. Так же на видео видно, что рядом с указанным человеком (слева на видео) находится человек в маске и куртке с меховым капюшоном, выступивший позже от имени собравшихся в переговорах с милицией. Позже на видео с событий 15 декабря на площади Европы в Москве полковник Бирюков был замечен, сопровождающим абитуриента МГУ и члена прокремлёвского движения «Наши» Левона Арзуманяна, который 11 декабря на манежной площади держал фотографию Свиридова с провокационной надписью. Придя на место Арзуманян и несколько других молодых людей начали на показ журналистам вскидывать руку в нацистском приветствии и выкрикивать националистические лозунги, стоит отметить, что незадержание молодого человека бойцами ОМОН обеспечивал сотрудник милиции в штатском, пришедший на место вместе с Арзуманяном и полковником Бирюковым. Данные факты позволили ряду СМИ и блогерам предположить, что произошедшие волнения были не в последней мере спровоцированы действиями провокаторов, связанных с милицией и прокремлёвскими движениями.
15 января 2011 года в 11:30 в Покровском соборе Красноярска состоялось поминальное богослужение по Егору Свиридову. В молебне приняли участие различные общественные молодёжные, православные, военно-патриотические и духовно-просветительские организации. В этот же день в Москве на Кронштадтском бульваре прошла разрешённая руководством города памятная акция. В храме Святителя Николая на Трех горах в Пресненском районе Москвы 15 января 2011 года в 19:30 состоялась панихида по Егору Свиридову, которую совершил настоятель храма, глава синодального Отдела по взаимоотношениям Церкви и общества протоиерей Всеволод Чаплин.

## Мнения общественности
21 декабря 2010 года в Минспорттуризма прошла встреча тогдашнего премьер-министра РФ Владимира Путина с представителями организаций футбольных болельщиков, на которой премьер-министр сказал, что считает убийство болельщика «Спартака» Егора Свиридова трагедией и атакой на все сообщество болельщиков России:

«Вы должны воспринимать это как атаку против вас всех, вне зависимости от места жительства, национальной или религиозной принадлежности. Погиб молодой человек Егор Свиридов. Это большая трагедия».

После встречи Путин отправился на могилу Егора Свиридова.
Всеволод Чаплин сообщил: 

«Ситуация очень тревожная, и отвести Россию от роковой черты межнационального кровопролития могут только быстрые и серьезные меры, которые обеспечат мирную совместную жизнь представителей разных народов. Сегодня для власти и общества должно стать очевидно: вести политику в области межнациональных отношений так, как она велась до сих пор, нельзя. Наглое и развязное поведение некоторых представителей диаспор и связанных с ними криминальных структур не приемлется абсолютным большинством нашего общества, а значит, должно быть прекращено. Любые факты бездействия чиновников и правоохранителей по отношению к этническим преступным группировкам должны быть совершенно немыслимы».

Сергей Митрохин:

«Понятно, что футбольные фанаты не вышли бы на площадь, если бы убийство их товарища было бы раскрыто по „горячим следам“ и общественность бы знала, что подозреваемые в этом преступлении задержаны и предстанут перед судом».

Владимир Рыжков:

«Только в разгар сегодняшних многотысячных бесчинств представители властей сообщили, что ими задержан третий предполагаемый убийца Егора Свиридова. Получается, что только таким способом можно заставить представителей власти работать по раскрытию громких преступлений. Неужели надо устраивать подобные бесчинства, да ещё густо окрашенные национализмом, чтобы добиться раскрытия и этого уголовного преступления?».

Дмитрий Медведев опубликовал в twitter:
«И последнее на сегодня. По Манежной. В стране и в Москве - всё под контролем. Со всеми, кто гадил, разберемся. Со всеми. Не сомневайтесь» 
28 октября 2011 года после оглашения приговора вице-спикер Совета Федерации Светлана Орлова назвала приговор «справедливым», напомнив, что у Егора Свиридова осталась семья и маленький ребёнок:

«Мне кажется, что при вынесении приговора присяжные были объективными — нельзя повторять подобные вещи, иначе человеческая жизнь ничего не стоит».

Жители Люблино хотят назвать парк именем Егора Свиридова.[когда?]